# Бехи
Бехи́ (укр. Бехи) — село на Украине, основано в 1545 году, находится в Коростенской городской общине Житомирской области.
Код КОАТУУ — 1822380601. Население по переписи 2001 года составляет 553 человека. Почтовый индекс — 11521. Телефонный код — 4142. Занимает площадь 3,264 км².